# Backsjöarna
Backsjöarna är en sjö i Sandvikens kommun i Gästrikland och ingår i Gavleåns huvudavrinningsområde.